# دیوید مک‌کالوم
دیوید مک‌کالوم (انگلیسی: David McCallum؛ زادهٔ ۱۹ سپتامبر ۱۹۳۳ – درگذشتهٔ ۲۵ سپتامبر ۲۰۲۳) بازیگر و موسیقی‌دان اهل بریتانیا بود. وی از سال ۱۹۴۷ میلادی تا سال ۲۰۲۳ مشغول فعالیت بوده‌است.
از فیلم‌ها یا برنامه‌های تلویزیونی که وی در آن نقش داشته است می‌توان به مردی از یو.ان.سی.ال.ای.، ان‌سی‌آی‌اس، فرار بزرگ، زن شگفت‌انگیز، بیلی باد، بازداشتگاه کلدیتز، بتمن: شوالیه گاتهام، پسر بتمن، بن ۱۰ ، تیم نایت رایدر، فرانکشتاین: داستان واقعی و آخر هفته کثیف اشاره کرد.